# South Mimms
South Mimms, conosciuto anche come South Mymms, è un villaggio situato nella contea dell'Hertfordshire, in Inghilterra. Si trova vicino allo svincolo tra l'autostrada M25 e la strada statale A1.
Prima del 1965, il villaggio faceva parte con Potters Bar del Middlesex, il più settentrionale della contea.